# Horákova kaple
Poutní kapli Panny Marie, Matky ustavičné pomoci známou jako Horákova kaple postavil u vyvěrajícího pramene ve svém lese v roce 1866 zemědělec Bernard Dušek z Dolní Dobrouče poté, co se podruhé zotavil z vážné nemoci.
Kaple stojí na krásně upraveném místě, kromě samotné kaple se zde nachází pramen vody s údajně léčivou vodou, odpočinkový altán, sloup se sochou Panny Marie a zastavení křížové cesty.
U kaple se nalézá rozcestí turistických cest vedoucích do Dolní Dobrouče, Dolního Houžovce, Lanšperku a Černovíru.

## Galerie

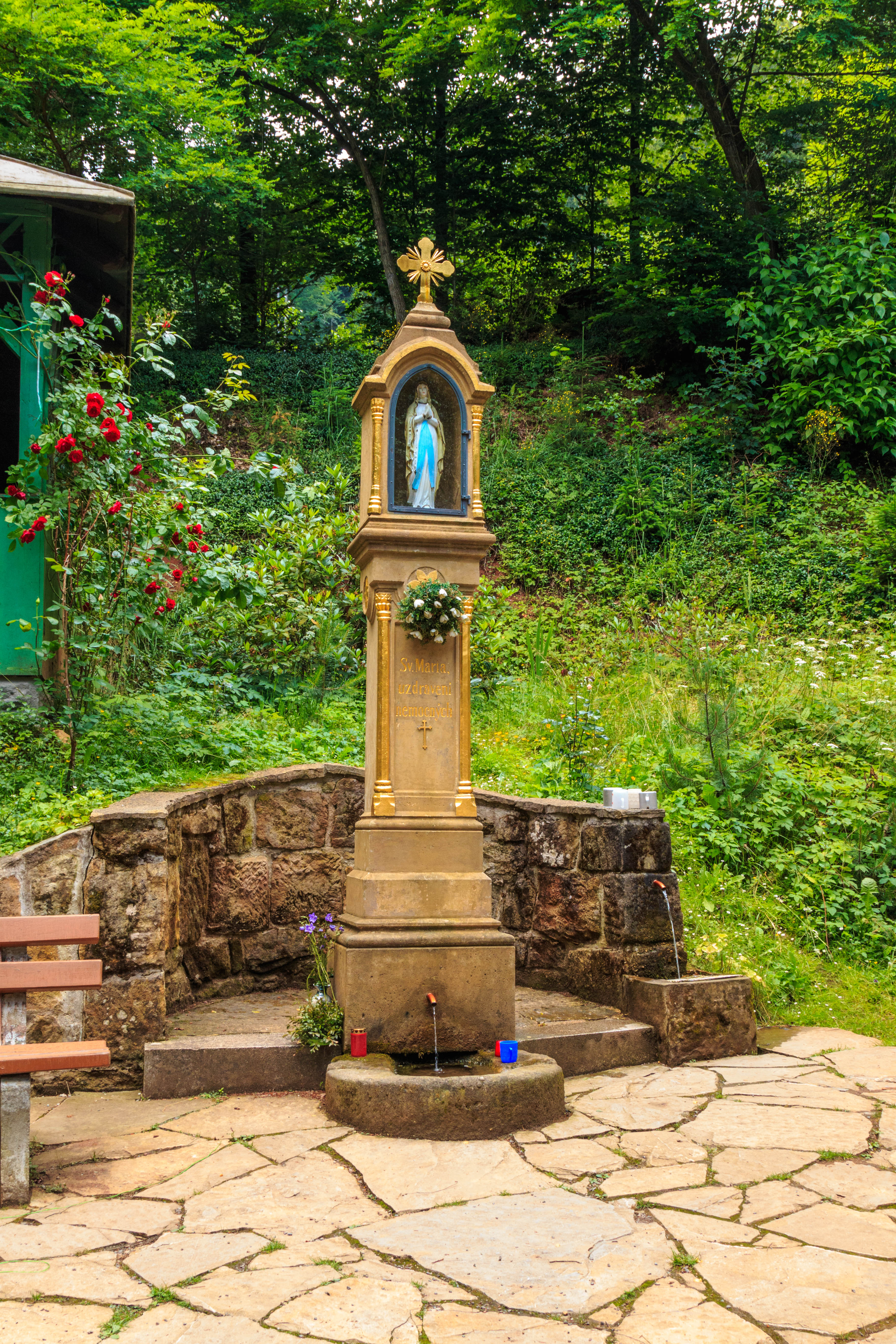
Horákova kaple u Dolní Dobrouče - soška Panny Marie
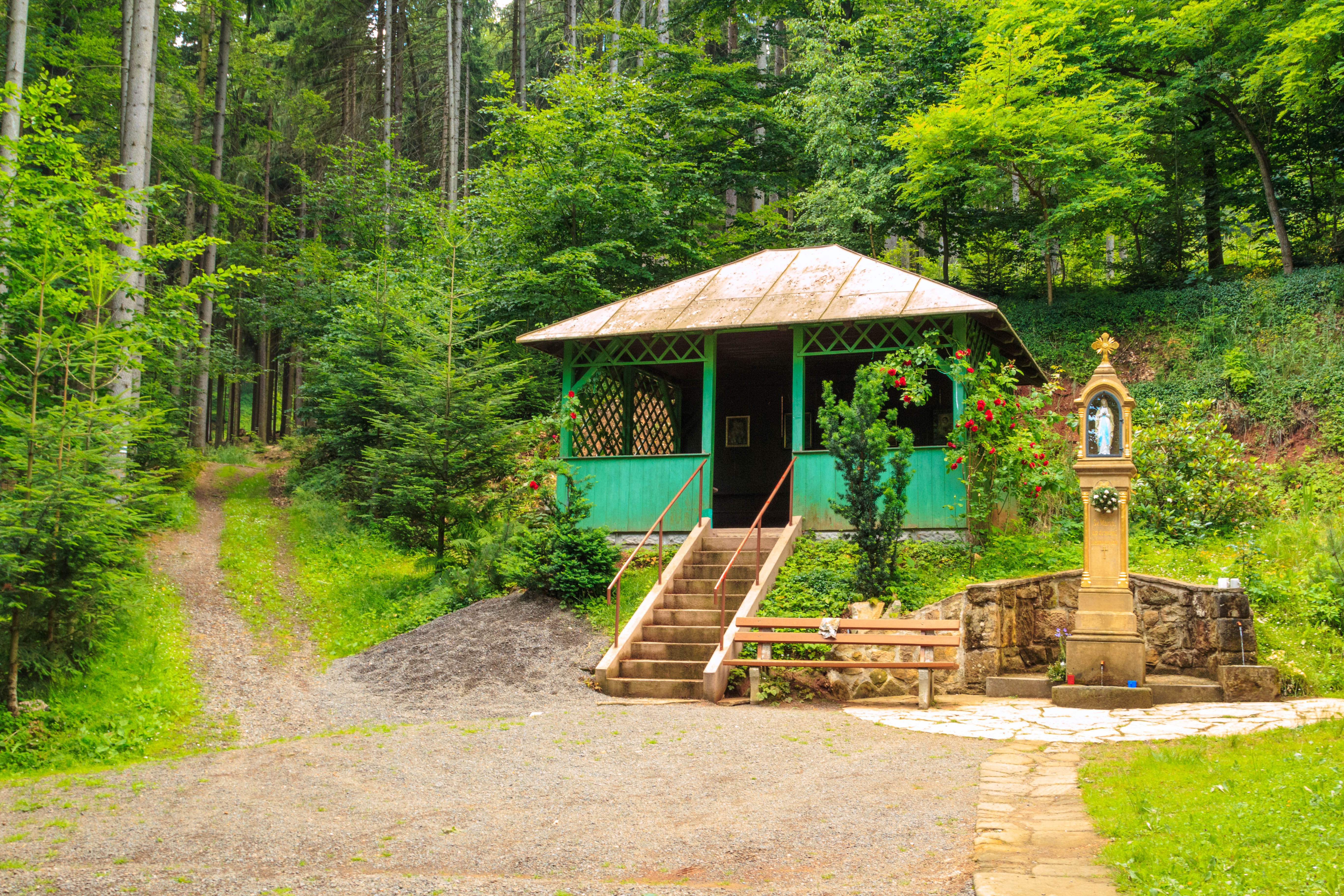
Horákova kaple - altán
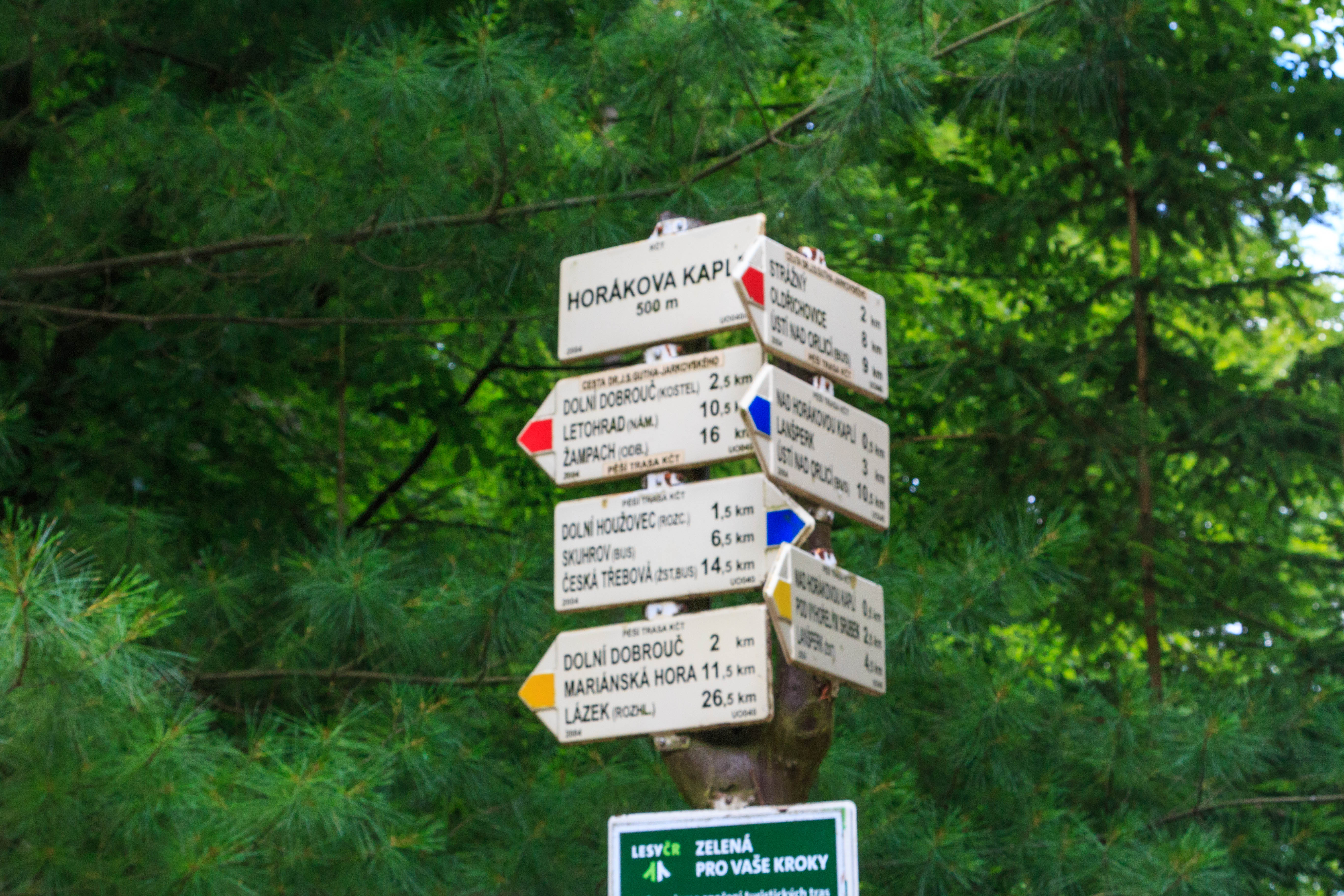
Horákova kaple u Dolní Dobrouče - rozcestník
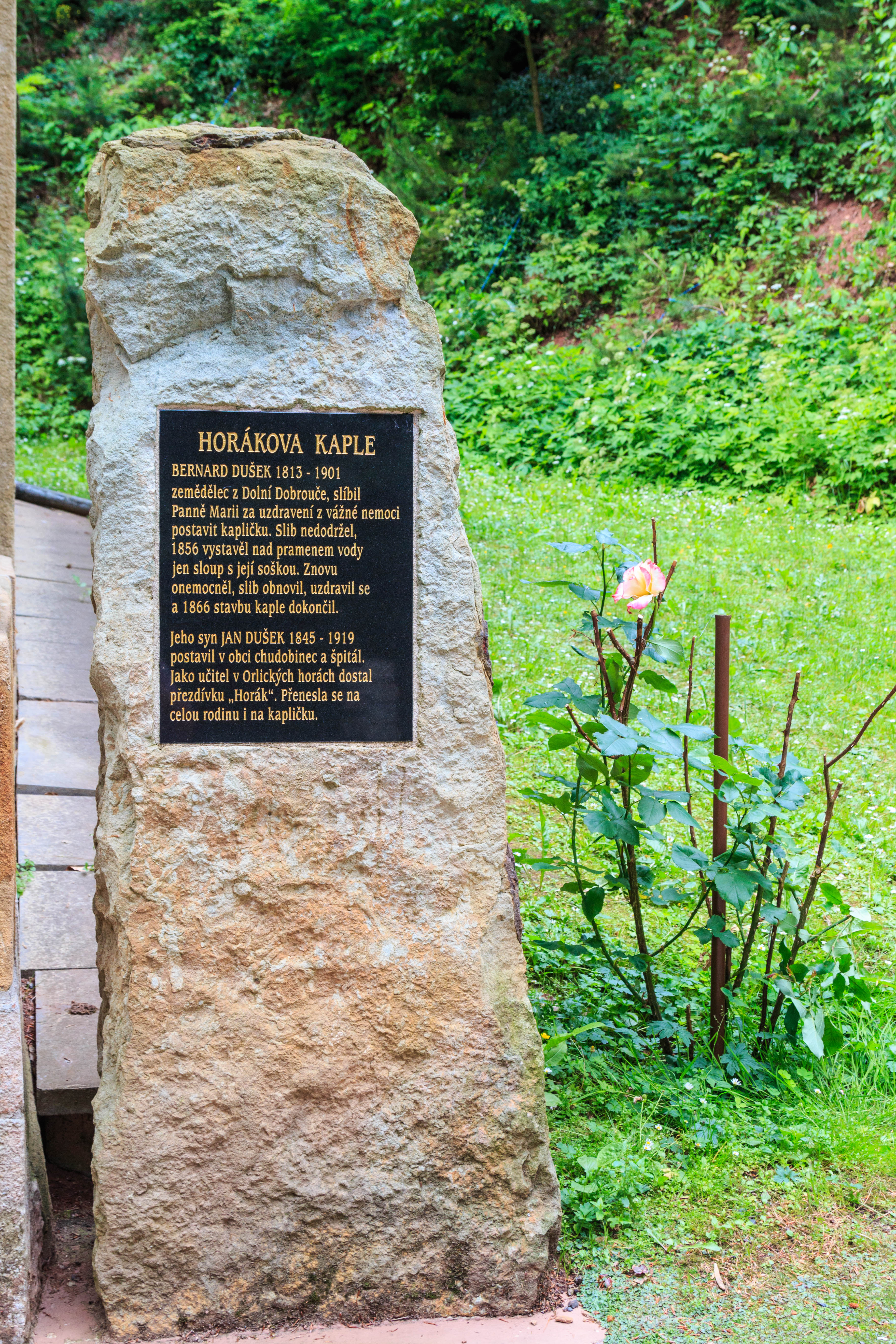
Pamětní deska u Horákovy kaple